# R Crucis
Désignations
R Crucis est une étoile de la constellation de la Croix du Sud. C'est une variable céphéide classique, dont la magnitude apparente varie entre 6,4 et 7,23 sur une période de 5,825 75 jours. C'est une supergéante jaune-blanc qui pulse entre les types spectraux F6Ib-II et G2Ib-II. D'après la mesure de sa parallaxe annuelle par le satellite Gaia, l'étoile est située à environ 941 pc (∼3 070 al) de la Terre. Son rayon est de 44,6 fois celui du Soleil.